# Pânico nas Ruas
Pânico nas Ruas (em inglês:  Panic in the Streets) é um filme norte-americano de 1950, do gênero policial, dirigido por Elia Kazan e estrelado por Richard Widmark e Paul Douglas.

## Notas sobre a produção

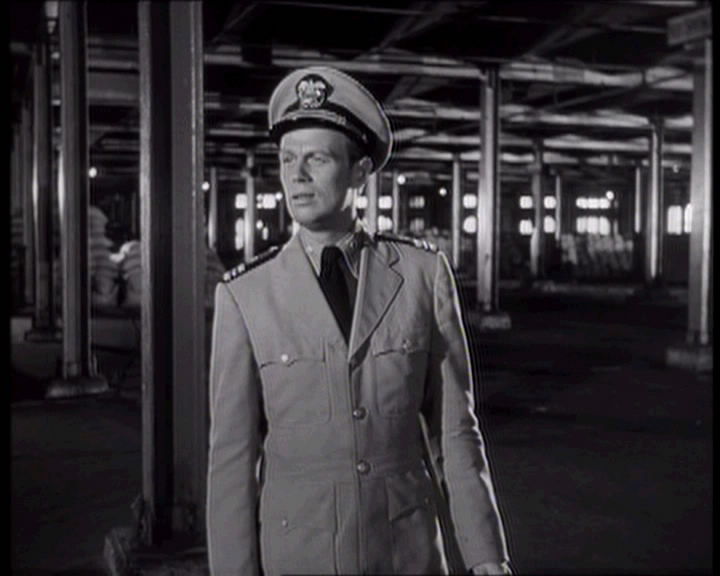
Richard Widmark, como o médico militar Clinton Reed, em cena do trailer do filme.

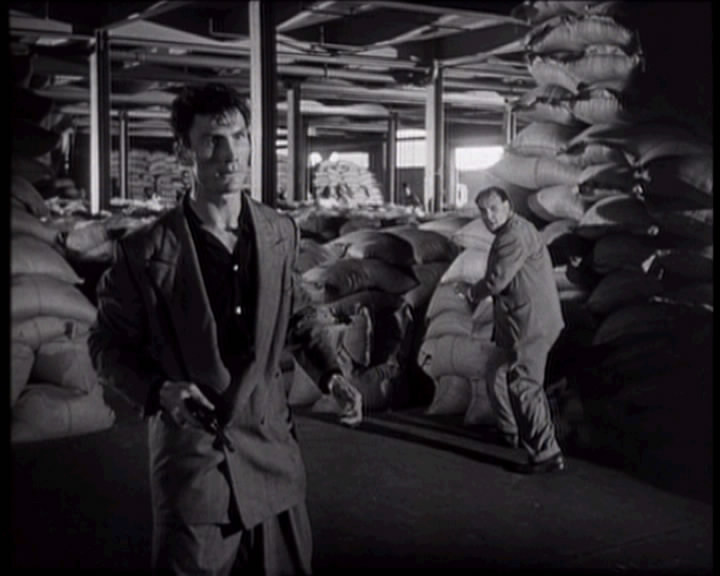
Jack Palance, o criminoso Blackie, portador do vírus da pneumonia, em cena de perseguição no trailer do filme.